# Moff Gideon
Moff Gideon è un personaggio immaginario della serie fantascientifica Guerre stellari, apparso per la prima volta come antagonista principale nella serie televisiva su Disney+ The Mandalorian. Gideon è un ex ufficiale dell'Ufficio di Sicurezza del decaduto Impero Galattico che ha come obiettivo la cattura ad ogni costo di Grogu, un alieno dell'età di circa 50 anni della stessa specie di Yoda, che fino al quinto episodio della seconda stagione viene definito solo come "Il Bambino" ("The Child" in inglese).

## Creazione e interpretazione
Moff Gideon è interpretato da Giancarlo Esposito. È stato reclutato per la parte da Jon Favreau, creatore e showrunner di The Mandalorian, che aveva precedentemente lavorato con Esposito a diversi progetti. Gideon è raffigurato come un uomo pericoloso e feroce che "sembra sapere tutto di tutti" e non esita ad eliminare chiunque lo ostacoli per ottenere ciò che vuole, compresi i suoi stessi uomini. Il personaggio ha fatto la sua prima apparizione ufficiale solo nel Capitolo 7: La resa dei conti, il penultimo della prima stagione. A tal proposito, Esposito ha affermato che il suo personaggio avrebbe avuto un ruolo ancor più rilevante nella seconda stagione.
Esposito ha inoltre rifiutato la rappresentazione di Moff Gideon semplicemente come un personaggio "buono" o "cattivo", sottolineando che sta tentando di riportare l'ordine in una galassia senza legge e potrebbe probabilmente essere visto come un "salvatore", a seconda dei punti di vista. Il costume interamente nero del personaggio è stato paragonato a quello dell'arcinoto cattivo della saga di Guerre stellari, Dart Fener, e gli spettatori hanno notato somiglianze anche nelle loro personalità e comportamenti. Moff Gideon è stato accolto positivamente dalla critica e dai fan. Esposito ha ricevuto una nomination per un Primetime Emmy Award 2020 come miglior attore ospite in una serie drammatica per la sua interpretazione.

## Storia
Sono trapelati solo pochi dettagli riguardo al personaggio. Gideon era in precedenza alle dipendenze dell'Ufficio di Sicurezza Imperiale, la polizia segreta dell'Impero Galattico. Prima degli eventi narrati in The Mandalorian, Gideon ha svolto un ruolo non meglio specificato nella Grande Purga Di Mandalore, un'operazione di pulizia etnica contro un gruppo gruppo etnoreligioso noto come Mandaloriani, che ha causato l'uccisione di molti di loro e la dispersione dei sopravvissuti in tutta la galassia. Gideon conosce molte informazioni sul personaggio protagonista della serie, noto come "Il Mandaloriano", inclusa la sua vera identità, a causa del suo ruolo avuto nella Purga. Il termine "Moff" è un titolo per un alto funzionario imperiale che ha operato come governatore di uno specifico settore della galassia. Il suo primo utilizzo risale al film originale di Guerre stellari (1977), in particolare con il personaggio Grand Moff Tarkin, sebbene la parola "Moff" non sia mai stata usata in quel film e il personaggio sia identificato con quel grado solo nei titoli di coda.
La vita di Gideon cambiò drasticamente dopo la caduta dell'Impero, quando divenne un signore della guerra alla guida della sua truppa, residuo dell'Impero. Come afferma il personaggio Cara Dune nel corso della serie, si credeva che Moff Gideon fosse stato giustiziato per crimini di guerra prima dell'inizio delle vicende narrate. L'obiettivo di Gideon è quello di catturare un giovane alieno di nome Grogu, noto anche come "Il Bambino", al fine estrarne il sangue per degli esperimenti segreti effettuati dal dottor Pershing, uno scienziato che pare abbia legami con i Kaminoani. Poco prima del suo ingresso nella serie, l'ex ufficiale imperiale ha inviato le sue truppe sul pianeta Nevarro per eliminare i sopravvissuti Mandaloriani, dopo che questi sono usciti allo scoperto dal loro nascondiglio segreto, durante l'episodio Capitolo 3: Il Peccato. Nella scena finale dell'ultimo episodio della prima stagione Capitolo 8: Redenzione, viene rivelato che Gideon possiede la spada oscura (Darksaber), una spada laser mandaloriana.

### Apparizioni:The Mandalorian

#### Prima stagione
Moff Gideon ha fatto la sua prima apparizione in Capitolo 7: La resa dei conti, il penultimo episodio della prima stagione di The Mandalorian. Appare per la prima volta quando contatta il Cliente, un agente imperiale senza nome che lavora per ottenere Grogu per conto dell'ex ufficiale imperiale. Il Cliente, mentre sta incontrando il cacciatore di taglie Greef Karga e la sua associata Cara Dune in una cantina sul pianeta Nevarro, ha l'impressione che Greef abbia portato da lui Grogu, insieme al Mandaloriano ammanettato, che aveva cercato di proteggerlo. In realtà, Grogu non è con loro e l'incontro è una trappola organizzata dal Mandaloriano e dai suoi alleati per uccidere il Cliente e i suoi stormtrooper. Quando Moff Gideon contatta il Cliente durante l'incontro, lo stesso gli assicura che ha Grogu in sua custodia. Gideon afferma che non è così, quindi ordina a uno squadrone dei suoi assaltatori di aprire il fuoco sulla cantina, uccidendo il Cliente e le sue truppe. Poco dopo, la cantina viene circondata da stormtrooper e death trooper, quindi Gideon fa atterrare il suo caccia TIE modificato fuori dall'edificio e scende dal caccia, informando il Mandaloriano, Cara e Greef rimasti intrappolati, che vuole Grogu. Gideon ritorna infine nell'episodio finale di stagione, Capitolo 8: La redenzione, in cui parla al Mandaloriano e ai suoi compagni dall'esterno della cantina, chiedendo che gli consegnino Grogu. Moff Gideon rivela di avere dettagliate informazioni sulle loro identità e si riferisce al Mandaloriano con il suo vero nome, Din Djarin, menzionandolo per la prima volta dall'inizio della serie . Quando il droide IG-11 arriva per assistere il Mandaloriano e i suoi alleati, scoppia un breve scontro a fuoco tra loro e gli stormtrooper. Durante questo combattimento, Gideon ferisce gravemente e quasi uccide il Mandaloriano sparando e facendo esplodere un generatore di corrente vicino a lui. Il Mandaloriano e il suo gruppo scappano dagli ex Imperiali, ma Moff Gideon li incontra in seguito in un altro punto del pianeta, dove li attacca dall'alto con il suo TIE fighter. Il Mandaloriano usa il suo jet pack per volare e attaccare da dietro il caccia stellare di Gideon, collegando il suo rampino all'ala, dopo essersi aggrappato brevemente alla parte superiore del caccia. Posiziona una carica esplosiva sulla navetta, che esplode facendola schiantare in lontananza, il che consente al Mandaloriano e ai suoi alleati di fuggire. Nella scena finale dell'episodio e della stagione, viene mostrato che Moff Gideon è sopravvissuto allo schianto e fuoriesce dal relitto, tagliando l'involucro di metallo del caccia con la spada oscura, una particolare spada laser a lama nera che è un antico artefatto mandaloriano.

#### Seconda stagione
Nel Capitolo 11: L'erede, Moff Gideon viene contattato dal capitano di un mercantile imperiale sulla luna oceanica Trask, assediato dal Mandaloriano e da un gruppo di altri guerrieri mandaloriani guidati da Bo-Katan Kryze, che sta prendendo di mira Navi da carico imperiali nella speranza di rivendicare la spada oscura. Ritenendo la nave compromessa, Gideon ordina al capitano di distruggerla con tutti a bordo. I Mandaloriani riescono però a prevenire la distruzione della nave, anche se il capitano si suicida, più spaventato da Moff Gideon che da Bo-Katan Kryze. Il piano di Gideon viene parzialmente rivelato nel Capitolo 12: L'assedio, in cui il Mandaloriano, Greef, Cara e il loro compagno Mythrol si infiltrano in una struttura segreta di clonazione ubicata in una base imperiale sul pianeta Nevarro. Lì, scoprono diversi corpi immersi in un liquido di conservazione e un messaggio registrato dal dottor Pershing rivolto a Gideon. Pershing afferma di aver bisogno di altro sangue di Grogu poiché gli esperimenti sui volontari sono falliti e le scorte sono terminate. Gideon appare alla fine dell'episodio, in piedi, in una camera piena di dark trooper, a bordo del suo incrociatore stellare. Un ufficiale lo informa che il Mandaloriano è ancora in possesso di Grogu e che un radiofaro di localizzazione è stato posizionato sulla sua nave, la Razor Crest. Nel Capitolo 14: La Tragedia, Moff Gideon segue il Mandaloriano su Tython e invia due navette di stormtrooper per catturare Grogu. Mentre il Mandaloriano, Boba Fett appena arrivato con Fennec Shand li combattono, non riescono a impedire che Grogu venga catturato da quattro dark trooper di Gideon e che la Razor Crest venga distrutta da un attacco orbitale dell'incrociatore di Gideon. Fuggendo con Grogu, Gideon lo vede usare i suoi poteri della Forza su due stormtrooper che lascia di guardia nella sua cella di detenzione. Poco dopo lo stordisce preparandosi a portarlo dal dottor Pershing per completare il prelievo di sangue. Nel Capitolo 16: Il Salvataggio, il Mandaloriano e la sua squadra si infiltrano nella nave dove Grogu è tenuto in ostaggio. Moff Gideon offre Grogu al Mandaloriano, a condizione che lasci la nave. Tuttavia egli attacca il Mandaloriano con la spada oscura. Il Mandaloriano vince però il duello e consegna Gideon a Cara Dune. Quando il Mandaloriano cerca di dare la spada oscura a Bo-Katan, Gideon rivela che chi impugna la spada ha diritto al trono di Mandalore e la spada oscura può essere vinta solo in combattimento. Uno squadrone di dark trooper tenta di salvare Moff Gideon, ma viene distrutto con un colpo di scena da Luke Skywalker, che è venuto a prendere Grogu perché venga addestrato come Jedi. Sconfitto, Moff Gideon tenta il suicidio, ma appena in tempo viene preso in custodia. Poco tempo dopo, riuscendo ad evadere, prende il controllo di Mandalore con uno battaglione ed attirando in una trappola i mandaloriani guidati da Bo-Katan e Din Djarin, uccidendo nel processo alcuni di loro fra cui anche Paz Viszla. Gideon affronta poi in combattimento i due leader della spedizione, trovando poi la morte a causa dell'esplosione della nave con cui i mandaloriani erano tornati sul loro pianeta.